# Varvara Roudneva
Pour les articles homonymes, voir Roudneva.
Varvara Roudneva (en russe : Варвара Александровна Кашеварова-Руднева, Varvara Aleksandrovna Kachevarova-Roudneva ; 1844-1899) est une médecin russe. En 1876, elle fut la première femme à obtenir un doctorat de médecine dans une université russe.
Le cratère vénusien Rudneva a été nommé en son honneur.